# Obrimoposthia acuminata
Obrimoposthia acuminata är en plattmaskart som beskrevs av Ronald Sluys och Ball 1989. Obrimoposthia acuminata ingår i släktet Obrimoposthia och familjen Uteriporidae. Inga underarter finns listade i Catalogue of Life.